# Palacio de Viana (Madrid)

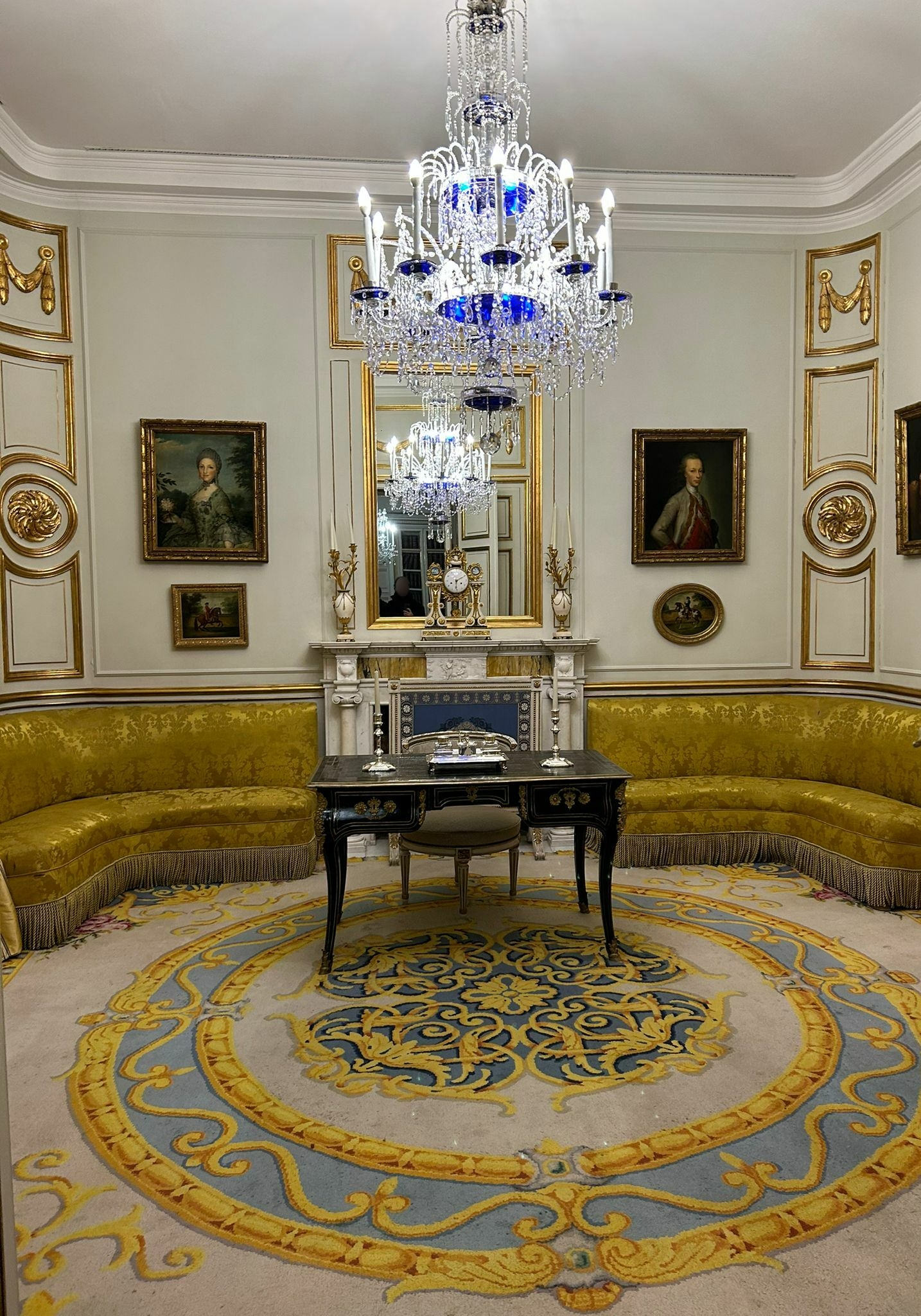
Interior del palacio.

El palacio de Viana es un edificio nobiliario de finales del siglo XV situado en las calles Duque de Rivas y Concepción Jerónima de Madrid. Desde 1939 es la residencia oficial y de representación del ministro de Asuntos Exteriores de España.

## Historia
Mandado construir por Beatriz Galindo "La Latina", dama de la reina Isabel la Católica tras enviudar de Francisco Ramírez de Madrid, entre finales del siglo XV y principios del XVI, se situaba en las cercanías del convento de la Concepción Jerónima fundado por ella misma alrededor de 1510, y que más tarde dio nombre a la actual calle aledaña. Con el trascurso del tiempo, y tras sufrir diversas trasformaciones, esta casa señorial acabó siendo conocida como palacio de Viana.
De una planta, en origen tenía un par de edificios escalonados con dos patios intermedios, y su fachada era de estilo plateresco, coronando el portón de entrada un escudo con las armas de los Ramírez y los Galindo. Frente a esta se encontraba el convento ya mencionado, conociendo ese espacio, que actualmente ocupa la calle del Duque de Rivas, como Plazuela de las Monjas. Asimismo, en la esquina que hoy hacen las calles Duque de Rivas y Concepción Jerónima, a la derecha de la fachada, se situaba originalmente una torre.
En su obra El antiguo Madrid, Ramón Mesonero Romanos describe el edificio como un palacio-fortaleza del Renacimiento español. 

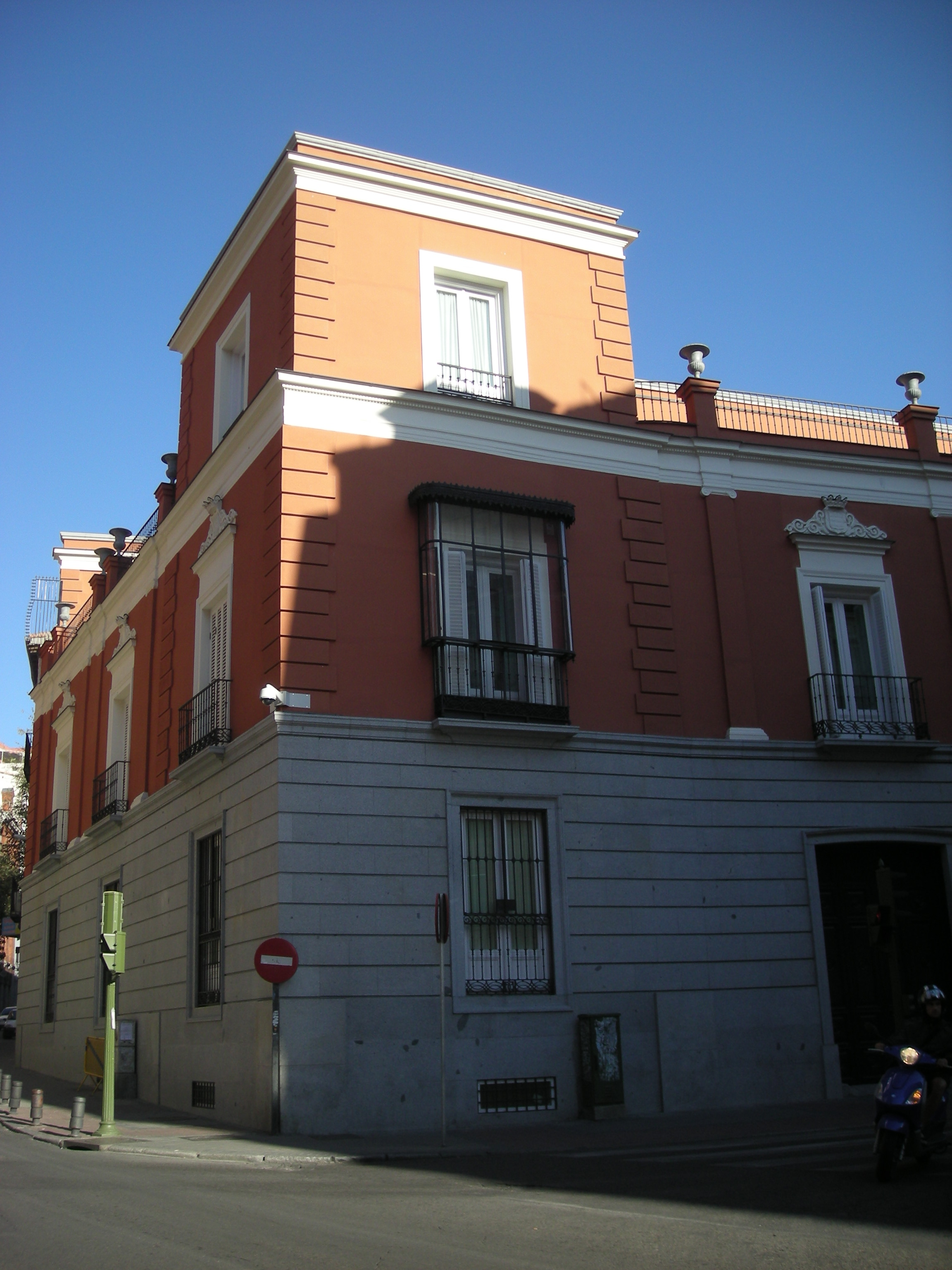
Vista hacia la calle Concepción Jerónima.

La Casa-Palacio de los Ramírez, como fue conocida antaño pese a que la familia pasó a denominarse Ramírez de Saavedra, acabó en manos de la condesa del Castellar por sucesión hereditaria, añadiéndole esta un edificio más, obra que se puede observar en el plano de Madrid de Pedro Teixeira del año 1656. La Casa-palacio de los Ramírez de Saavedra sufre nuevas modificaciones a finales del siglo XVIII, como por ejemplo la remodelación de la fachada añadiéndole rasgos neoclásicos.
Por sucesión hereditaria acaba en propiedad del poeta Ángel de Saavedra, duque de Rivas, haciéndolo su residencia hasta su muerte en 1865. En 1843 este le encarga al arquitecto Francisco Javier Mariátegui una reforma del edificio, la que más lo modificó desde su construcción, aunque solo se llevó a cabo una parte. En esta reforma, de la cual data la fachada actual, se añadió una segunda planta, dándole al edificio la misma altura que tenía la antigua torre, que además fue demolida. Pese a esto la fachada fue respetada, manteniéndose muchos elementos anteriores al siglo XVIII. Esta reforma, que coincidió con la demolición del contiguo monasterio de la Concepción Jerónima, hizo que el duque de Rivas adquiriera la colindante huerta del convento, ampliando de esta manera el jardín del palacio y convirtiéndolo en un recinto arbolado de estilo romántico.

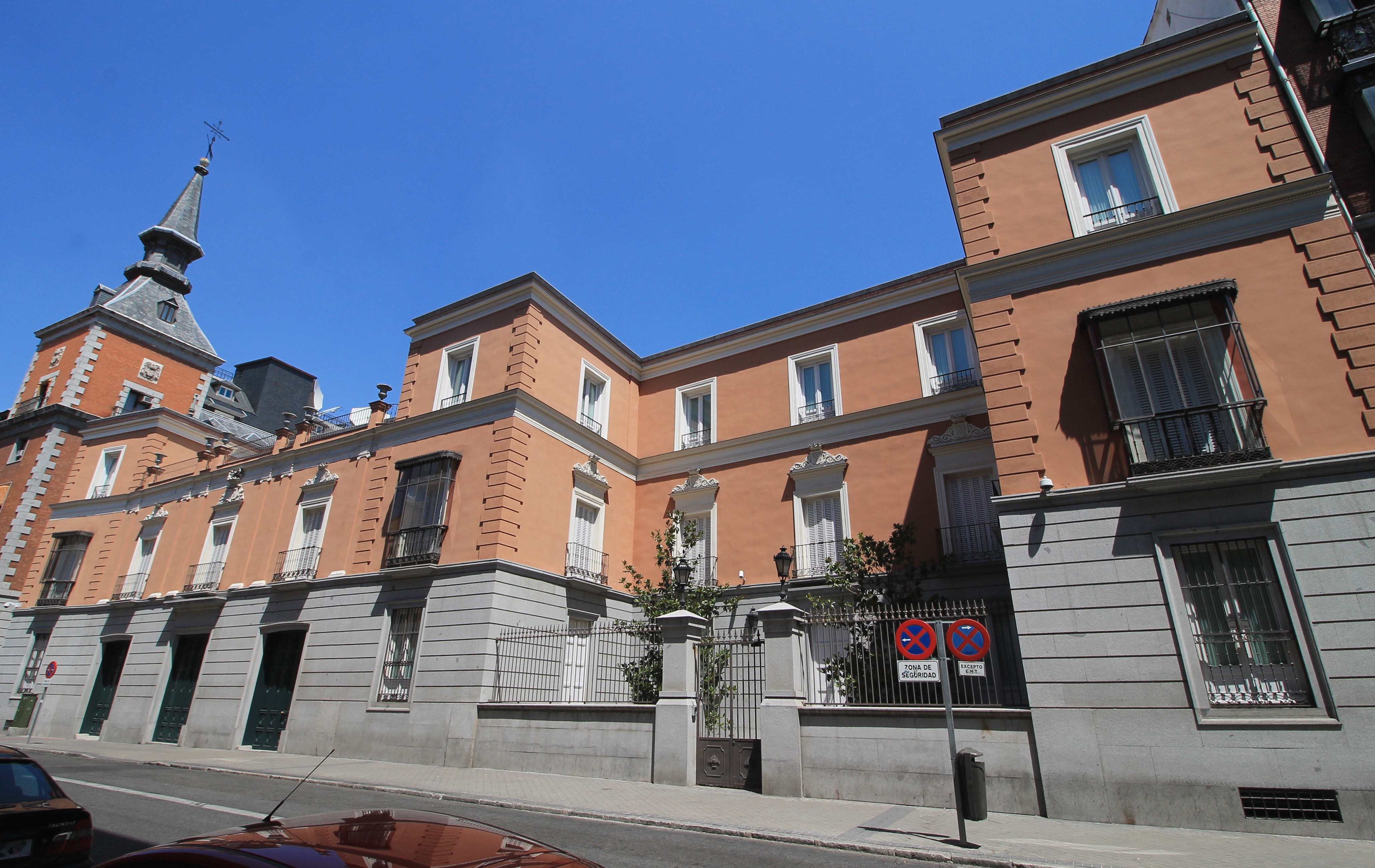
Fachada oeste.

En 1880 lo hereda el hijo primogénito de Ángel de Saavedra, que le traspasa la propiedad a su hermano menor Teobaldo de Saavedra y Cueto, primer marqués de Viana. Más adelante, el heredero de este último es José de Saavedra y Salamanca, II marqués de Viana. En 1920 se realizan de nuevo unas reformas encargadas por este, de la mano del arquitecto Valentín Roca; en estas se amplían las dependencias posteriores del edificio y se remodela el jardín interior, conservando el modelo romántico; de estos propietarios, los marqueses de Viana, por ser su residencia, proviene el nombre actual del palacio.
Durante el reinado de Alfonso XII y la regencia de María Cristina por su hijo Alfonso XIII fue un lugar popular entre la aristocracia madrileña por la estrecha cercanía al Rey hacia el II marqués de Viana, quien fue jefe superior de Palacio y caballerizo mayor.
Finalmente, en 1939 el edificio fue alquilado por el iii marqués de Viana, Fausto de Saavedra y Collado, al Ministerio de Asuntos Exteriores para albergar su sede. El 25 de abril de 1955, siendo ministro de Asuntos Exteriores Alberto Martín Artajo, finalmente es adquirido en propiedad por el Estado al marqués, por lo que este trasladó todo el mobiliario, pinturas y otros enseres al palacio de Viana en la ciudad de Córdoba, actualmente abierto al público. En la década de 1960, siendo ministro Fernando María Castiella, es de nuevo restaurado y decorado como se puede observar en la actualidad.